# Sergio Valech Aldunate
Sergio Valech Aldunate (* 21. Oktober 1927 in Santiago de Chile; † 24. November 2010) war Weihbischof in Santiago de Chile.

## Leben
Sergio Valech Aldunate studierte am Priesterseminar von Santiago de Chile und der Theologischen Fakultät der Päpstlichen Katholischen Universität von Chile. Er empfing am 28. Juni 1953 die Priesterweihe durch den Erzbischof von Santiago de Chile, José María Caro. Er war Gemeindepfarrer und Vikar, Direktor des Hauses des Klerus und Professor am Priesterseminar von Santiago de Chile. Im Ordinariat des Erzbistums Santiago de Chile war er in verschiedenen Positionen tätig, zuletzt als Generalvikar und Kanoniker des Metropolitankapitels an der Kathedrale von Santiago de Chile.
1973 ernannte ihn Papst Paul VI. zum Titularbischof von Zabi und zum Weihbischof in Santiago de Chile. Am 18. Oktober 1973 spendete ihm der Erzbischof von Santiago, Raúl Kardinal Silva Henríquez, die Bischofsweihe; Mitkonsekratoren waren Emilio Tagle Covarrubias, Bischof von Valparaíso, und Fernando Ariztía Ruiz, Weihbischof in Santiago. Sein Wahlspruch war Evangelizare pauperibus („Den Armen die frohe Botschaft bringen“) aus (Jes 61,1 ). Seinem altersbedingten Rücktrittsgesuch wurde durch Papst Johannes Paul II. 2003 stattgegeben.
Valech Aldunate war Präsident der nach ihm benannten Valech-Kommission (Comisión Nacional de Prisión Política y Tortura), einer Wahrheitskommission, die im Jahr 2001, zehn Jahre nach der Transition zur Demokratie in Chile, von Präsident Ricardo Lagos zur Untersuchung der politischen Festnahmen und der Folter während der Diktatur Augusto Pinochets (1973–1990) einberufen wurde. 2005 legte die Kommission ihren Abschlussbericht vor.